# 拉基·诺萨哈雷·伊比尼迪恩
拉基·诺萨哈雷·伊比尼迪恩 （Lucky Nosakhare Igbinedion，1957年5月13日—），尼日利亚政治家。1999年5月29日至2007年5月29日，他担任尼日利亚埃多州州长。他是尼日利亚人民民主党（People's Democratic Party, PDP）党员。

## 生平
拉基·诺萨哈雷·伊比尼迪恩的父亲是尼日利亚企业家、教育家加布里埃尔·伊格宾迪恩。拉基受家庭影响，早年学习商科。1982年，他获得美国怀俄明大学的市场营销学士学位。次年在密西西比州杰克逊州立大学获得工商管理硕士学位MBA学位（1983年）。
1987年，拉基·伊比尼迪恩被任命为奥雷多市（尼日利亚的一个地方政府区域）市长，任至1989年。1989年，他被选为尼日利亚最佳市长，并因其就城镇发展努力而获得一项奖项。1999年4月，在尼日利亚人民民主党领导的埃多州州长选举中，拉基·伊比尼迪恩成功当选州长，并于2003年连任。1995年5月29日，他正式任职，他与副州长迈克·奥吉亚多姆赫一直合作至2007年5月29日任职结束。在他担任州长期间，他建立了埃多州理工学院，并被他的同事们举荐为尼日利亚州长论坛主席。他的妻子埃基·伊格宾迪恩（Eki Igbinedion）也是一名积极的社会活动家。她积极反对此前泛滥的色情贩运问题（从埃多州向欧洲）。
在离任后，2008年1月，尼日利亚经济和金融犯罪委员会以142项金融欺诈指控通缉拉基，包括他利用幌子公司贪污2400万美元（1200万英镑）。他在当月下旬自首。同年年底，他同法里达·瓦兹里领导的经济与金融犯罪委员会达成了一项有争议的辩诉交易协议。法院最终判定拉基·伊比尼迪恩犯有洗钱罪，入狱6个月，并被勒令他向联邦政府归还5亿奈拉和三所房屋。
2018年5月28日，他被推选为伊比尼迪恩大学副校长。

## 相关
- 埃多州州长列表（英语：List of Governors of Edo State）